# 中富川之戰
天正10年（1582年），準備進攻阿波國的長宗我部元親與十河存保在中富川交戰，最後長宗我部元親勝利，而十河存保則退卻到勝瑞城。

## 過程

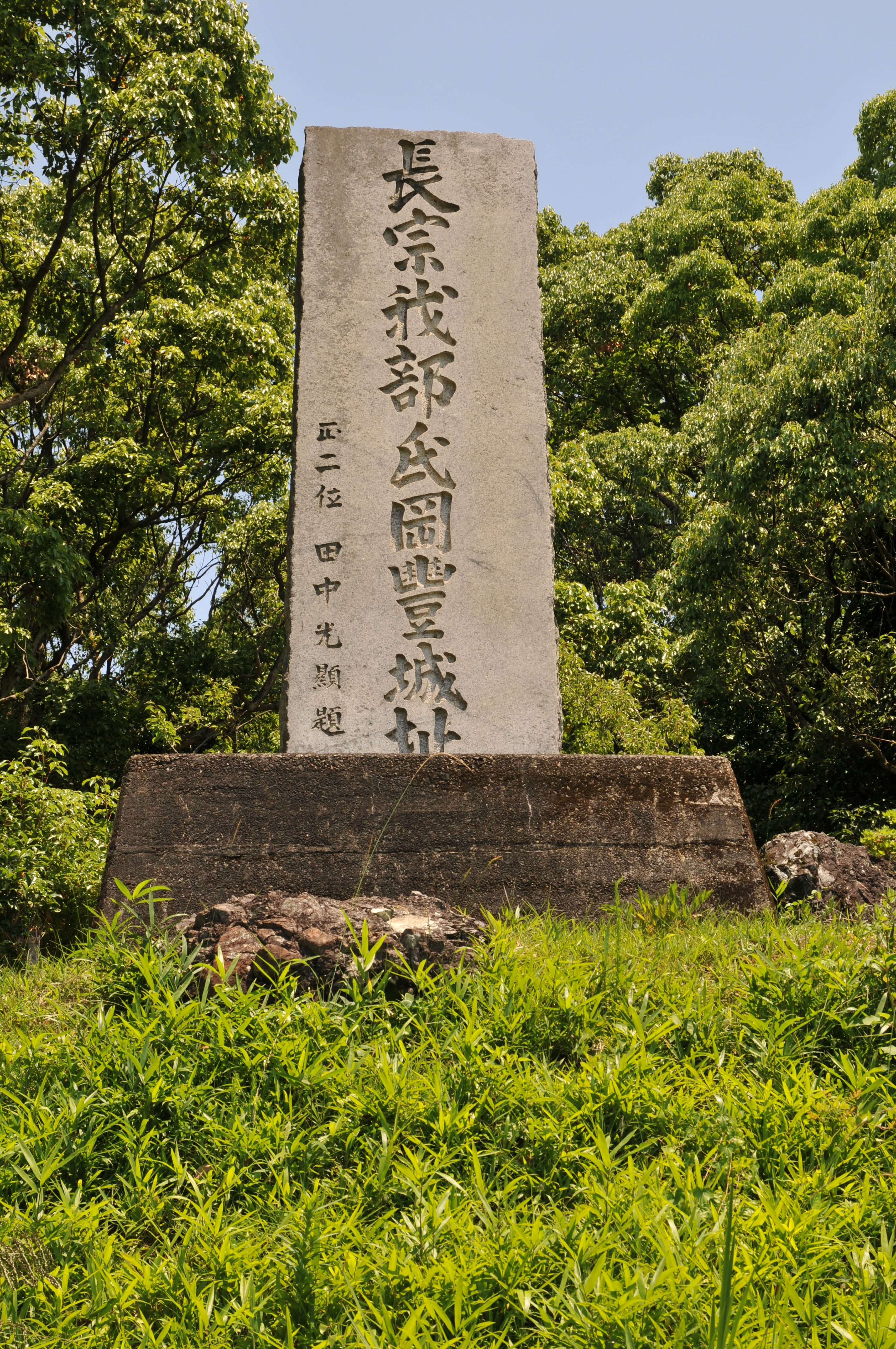
冈丰城的石碑

在充當三好氏靠山的織田信長死於本能寺之變後，亟欲攻打阿波國的長宗我部元親在8月上旬領兩萬三千大軍攻打十河存保，十河存保果斷地放棄一宮、夷山兩城，把兵力收攏在勝瑞城抗戰，長宗我部軍在8月27日集結在中富川南岸的中島，十河存保則將先鋒兩千人安置在中富川河畔的川砂，並將本陣設置在矢上城。
翌28日，長宗我部軍分兩路渡過中富川夾擊十河軍，在三好方的矢上城主矢野虎村被香宗我部親泰討取，且七條兼仲、寒川元隣、奈良元政等將領相繼戰死後，三好方越趨不利，十河存保接受東村備後守卻勸諫撤回勝瑞城防備，但旋即被長宗我部元親的兩萬大軍重重包圍，十河存保苦苦支撐到9月21日後終究開城逃跑，撤往讚岐國的虎丸城繼續對抗長宗我部元親。